# Cesare Coralli
Cesare Coralli (Casteggio, 15 gennaio 1843 – Milano, 14 marzo 1912) è stato un carabiniere italiano, insignito di medaglia d'oro al valor civile.

## Biografia
Cesare Coralli era nato a Casteggio il 15 gennaio 1843. Fece il suo ingresso nell'Esercito come allievo della Scuola militare di fanteria di Modena. Promosso sottotenente con Regio decreto 7 settembre 1865 nel 5º Reggimento bersaglieri. Trasferito in una compagnia alpina nel 1873, promosso tenente in data 21 dicembre 1873, il 27 giugno 1878 transitò nell'Arma dei Carabinieri ove prestò servizio in varie regioni prima di essere destinato alla Legione Carabinieri Reali di Piacenza il 14 maggio 1883 per l'impiego presso la Tenenza Carabinieri Reali di Pontremoli. In tale località, la sera del 21 giugno 1884 fu tra i primissimi ad intervenire a seguito dello scoppio della polveriera dei fratelli Bonzani nel borgo di Mignegno che danneggiò numerosi edifici circostanti compreso l'oratorio della Chiesa parrocchiale di San Terenziano, poi ricostruito a seguito dell'evento.

L'opera di salvataggio impegnò i Carabinieri guidati dall'ufficiale e i volontari disponibili ivi compresi i componenti della Confraternita della Misericordia di Pontremoli.

Si trattò di una calamità causata dalla scarsa attenzione nel maneggio dei prodotti pirici che portò alla distruzione dello stabilimento causando la morte di 25 persone di cui 4 decedute in ospedale e il ferimento di altre 15. L'intervento dell'ufficiale fu decisivo perché la maggior parte della popolazione accorsa nella zona non voleva rischiare di rimanere intrappolata sotto le macerie nel caso fosse esplosa un'altra riservetta di polvere pirica distante poco più di 300 metri. Coralli, animando i suoi Carabinieri e i volontari, riuscì a dirigere le operazioni che consentirono di mettere in sicurezza la zona, per quanto possibile, dopo aver evacuato morti e feriti.
Il tenente Coralli fu decorato della Medaglia d'oro al valor civile per il bell'atto di coraggio dimostrato e per la gestione della calamità nella contingenza dell'evento.

Promosso capitano nel 1885 fu trasferito in altre parti d'Italia alternando periodi di servizio a periodi di aspettativa per infermità, sino a passare in servizio ausiliario nel 1891, transitando nella riserva nel 1895 ove fu promosso al grado di maggiore nel 1903. Cessò definitivamente di avere obblighi di servizio nel 1908 all'età di 55 anni.
Morì a Milano il 14 marzo 1911, oramai non più iscritto nei ruoli dell'Esercito